# CTLA4
CTLA4 (англ. Cytotoxic T-lymphocyte associated protein 4) – білок, який кодується однойменним геном, розташованим у людей на короткому плечі 2-ї хромосоми.  Довжина поліпептидного ланцюга білка становить 223 амінокислот, а молекулярна маса — 24 656.
| 10         |  | 20         |  | 30         |  | 40         |  | 50         |
| ---------- |  | ---------- |  | ---------- |  | ---------- |  | ---------- |
| MACLGFQRHK |  | AQLNLATRTW |  | PCTLLFFLLF |  | IPVFCKAMHV |  | AQPAVVLASS |
| RGIASFVCEY |  | ASPGKATEVR |  | VTVLRQADSQ |  | VTEVCAATYM |  | MGNELTFLDD |
| SICTGTSSGN |  | QVNLTIQGLR |  | AMDTGLYICK |  | VELMYPPPYY |  | LGIGNGTQIY |
| VIDPEPCPDS |  | DFLLWILAAV |  | SSGLFFYSFL |  | LTAVSLSKML |  | KKRSPLTTGV |
| YVKMPPTEPE |  | CEKQFQPYFI |  | PIN        |  |            |  |            |

A: Аланін

C: Цистеїн

D: Аспарагінова кислота

E: Глутамінова кислота

F: Фенілаланін

G: Гліцин

H: Гістидин

I: Ізолейцин

K: Лізин

L: Лейцин

M: Метіонін

N: Аспарагін

P: Пролін

Q: Глутамін

R: Аргінін

S: Серин

T: Треонін

V: Валін

W: Триптофан

Кодований геном білок за функцією належить до фосфопротеїнів. 
Задіяний у таких біологічних процесах як адаптивний імунітет, імунітет, поліморфізм, альтернативний сплайсинг. 
Локалізований у клітинній мембрані, мембрані.